# Maxwell Anderson
James Maxwell Anderson (Atlantic, 15 de dezembro de 1888 — Stamford, 28 de fevereiro de 1959), mais conhecido como Maxwell Anderson, foi um dramaturgo, autor, poeta, repórter e letrista estadunidense, vencedor de um Prêmio Pulitzer de Teatro e fundador de The Playwrights' Company.

## Biografia
James Maxwell Anderson era o segundo filho de William Lincoln Anderson, um ministro do Evangelho Batista, e sua esposa, Charlotte Perrimela Stephenson. Sua família inicialmente viveu na fazenda de sua avó materna, em Atlantic, depois eles se mudaram para Andover, aonde o seu pai se tornou um bombeiro da ferrovia, enquanto estudava para ser pastor. Eles se mudaram em 1907 para Jamestown (Dacota do Norte), onde Anderson cursou a Jamestown Highschool e se formou no ano seguinte.
Durante a faculdade, ele trabalhou de garçom e, à noite, numa loja de reprodução de fotocópias do jornal Grand Forks Herald, e era ativo nas sociedades literárias e dramáticas da escola. Ele conseguiu o seu Bacharelado (Bachelor of Arts) em Literatura Inglesa da Universidade de Dakota do Norte em 1911. Ele se tornou o diretor da escola de segundo grau em Minnewaukan, North Dakota, também ensinando Inglês enquanto lá, mas ele foi demitido em 1913 porque ele fez declarações pacifistas aos seus alunos. Então, ele entrou na Universidade de Stanford, obtendo o seu masters (Masters of Arts) em Literatura Inglesa em 1914. Ele se tornou um professor do segundo grau em San Francisco. Depois de três anos ele se tornou o diretor do departamento de Inglês na Faculdade de Whittier em 1917. Após um ano ele foi demitido novamente, desta vez por dar suporte aos alunos que buscavam status de objetor de consciência.
Em seguida ele se tornou um reporter do jornal San Francisco Chronicle e do San Francisco Bulletin, mudando-se para Nova Iorque, em seguida, aonde ele escreveu editoriais para The New Republic, o New York Globe e para o New York World.
Em 1921 ele fundou Measure uma revista devotada ao Verso. Ele escreveu sua primeira peça, White Desert, em 1923, qual durou apenas doze performances, mas foi bem criticada por Laurence Stallings do New York World, que colaborou com ele na sua próxim peça, What Price Glory (Glória a que Preço?, em Português)e qual foi bem sucedidamente produzida em 1924, em Nova Iorque. Logo depois, ele pediu demissão do World, lançando sua carreira como dramaturgo.
Maxwell escreveu muitas peças bem conhecidas, de vários estilos, e foi um dos modernos dramaturgos que fez uso extensivo de verso branco. Alguns destes se transformou em filmes cinematográficos, e Maxwell escreveu adaptações para o cinema de peças de outros autores, como também romances---Death Takes a Holiday, All Quiet on the Western Front--- como também livros de poemas e ensaios. A única peça de autoria própria dele que ele mesmo adaptou para o cinema foi Joan of Lorraine, e que virou o filme Joan of Arc (1948), estrelando Ingrid Bergman, com um roteiro de Maxwell e Andrew Solt. Maxwell Anderson recebeu o Prémio Pulitzer de Teatro em 1933 pelo seu drama político Both Your Houses, e recebeu duas vezes o prêmio Círculo dos Críticos de Nova Iorque, por Winterset, e High Tor.
Maxwell, acima de tudo, sempre acreditou muito na dignidade do homem (embora humanismo seja uma palavra muito forte), e muitas das suas peças tem o foco nos conceitos de liberdade e justiça. Maxwell pode receber o crédito de ter popularizado o uso de poesia no drama moderno. Ele preferiu escrever em solidão, optando pela escrita à mão, em um caderno espiral, e recusou a comparecer nas noites de estreias das peças dele.

## Peças e musicais
- White Desert - 1923
- What Price Glory - 1924 - uma peça de teatro de guerra
- First Flight- 1925 - escrita com Laurence Stallings
- Outside Looking In (peça de teatro) - 1925
- Saturday's Children - 1927
- Gods of the Lightning - 1929 escrita com Harold Nickerson
- Gypsy - 1928 - (não é o musical de Arthur Laurents, Jule Styne, e Stephen Sondheim, não tem relação - só o título)
- Elizabeth the Queen - 1930 - Uma peça de teatro histórica em verso branco
- Night Over Taos - 1932
- Both Your Houses - 1933 — Prémio Pulitzer de Teatro
- Mary of Scotland - 1933 - uma peça de teatro histórica em verso branco
- Valley Forge - 1934
- Winterset - 1935 - uma tragédia de verso inspirada pelo caso de Sacco and Vanzetti - prêmio do (em Português, Círculo de críticos de Drama de Nova Iorque) First Annual New York Drama Critics Circle
- The Masque of Kings - 1936
- The Wingless Victory - 1936
- Star-Wagon - 1937
- High Tor - 1937 prêmio do New York Drama Critics Circle
- The Feast of Ortolans - 1937 - peça em um ato
- Knickerbocker Holiday - 1938 - livro e letras
- Second Overture - 1938 - peça em um ato
- Key Largo - 1939
- Journey to Jerusalem - 1940
- Candle in the Wind - 1941
- The Miracle of the Danube - 1941 - peça em um ato
- The Eve of St. Mark - 1942
- Your Navy - 1942 - peça em um ato
- Storm Operation - 1944
- Letter to Jackie - 1944 - peça em um ato
- Truckline Café - 1946
- Joan of Lorraine (parcialmente escrita em verso branco - 1946
- Anne of the Thousand Days - 1948 - uma peça de teatro histórica em verso branco
- Lost in the Stars - 1949 - Livro e letras
- Barefoot in Athens - 1951
- The Bad Seed - 1954
- High Tor - 1956 (para TV)
- The Day the Money Stopped - 1958 - escrita com Brendan Gill
- The Golden Six - 1958

## Filmes
- What Price Glory - 1926 - peça
- Saturday's Children - 1929 - peça
- Cock-Eyed World, The - 1929 - história
- All Quiet on the Western Front - 1930 - adaptação e diálogo
- The Guardsman - 1931 - uma cena de Elizabeth, the Queen é apresentada, logo após os créditos do filme.
- Rain - 1932 - adaptação
- Washington Merry-Go-Round- 1932 - história
- Death Takes a Holiday - 1934 (roteiro cinematográfico somente; a peça foi escrita em Italiano por Alberto Casella e traduzida para o Inglês por Walter Ferris)
- We Live Again - 1934 - adaptação, de Tolstoy's Resurrection
- The Lives of a Bengal Lancer - 1935 - escritor sem receber crédito
- Maybe It's Love - 1935 - peça Saturday's Children
- So Red the Rose - 1935 - roteiro
- Mary of Scotland - 1936 - peça
- Winterset - 1936 - peça
- The Private Lives of Elizabeth and Essex - 1939 - peça Elizabeth, the Queen
- Saturday's Children - 1940 - peça
- Knickerbocker Holiday - 1944 - peça
- The Eve of St. Mark - 1944 - peça
- Winterset - 1945 - TV - peça
- A la sombra del puente - 1946 - peça
- Key Largo - 1948 - play (quase inteiramente re-escrita para o cinema por John Huston e Richard Brooks)
- Joan of Arc - 1948 - peça Joan of Lorraine - roteiro
- Pulitzer Prize Playhouse - 1950 TV Série - peça - quatro episódios
- Celanese Theatre - 1951 TV Séries - peça - dois episódios
- What Price Glory - 1952 - peça
- The Alcoa Hour - 1955 TV Série - peça - episódio "Key Largo"
- The Bad Seed - 1956 - peça
- The Wrong Man - 1956 - romance: The True Story of Christopher Emmanuel Balestrero
- 'Never Steal Anything Small - 1959 - peça: The Devil's Hornpipe
- Ben-Hur - 1959 - sem crédito
- Barefoot in Athens - 1966 - TV - peça
- The Star Wagon - 1967 - TV - peça
- Elizabeth the Queen - 1968 - TV - peça
- 'Anne of the Thousand Days - 1969 - peça
- Valley Forge'' - 1975 - TV - peça
- Lost in the Stars - 1974 - peça
- The Bad Seed- 1985 - TV - peça
- Meet Joe Black (1998) - roteiro cinematográfico (inspiração)

## Algumas letras de canções
(Trabalhou com compositores, Kurt Weill e Arthur Schwartz)
- "September Song" (de Knickerbocker Holiday), (trad. Port. "A Canção de Setembro")
- "Lost in the Stars" (de Lost in the Stars) ("Perdido nas Estrelas")
- "Cry, The Beloved Country" (de Lost in the Stars) ("Chore, O Amado País")
- "When You're in Love" ("Quando voce está apaixonado")
- "There's Nowhere to Go but Up" (Não há lugar para ir, a não ser para cima")
- "It Never Was You" ("Nunca Foi Voce"
- "Stay Well" ("Fique bem")
- "Trouble Man" (de Lost in the Stars) ("Homem da encrenca")
- "Thousands of Miles" ("Milhares de Milhas")

## Livros
- You Who Have Dreams - 1925 - poesia---um livro de poesia
- The Essence of Tragedy and Other Footnotes and Papers - 1939 - ensaios
- Off Broadway Essays About the Theatre - 1947 - ensaios
- Notes on a Dream - 1972 - poesia